# Ling Tong
Ling Tong (189-237) foi um general de Wu e filho de Ling Cao, uniu-se aos Wu em busca de vingança após seu pai ser morto por Gan Ning, mas foi repreendido por Lu Meng e Sun Quan. Mais tarde, enquanto batalhava com Yue Jin dos Wei, sua vida foi salva por Gan Ning. Depois desse acontecimento, ambos tornaram-se amigos, mas no campo de batalha a rivalidade continuava, porém agora, para definir qual deles era o melhor guerreiro.Tinha como velocidade e esperteza suas melhores características.